# Eurovision Song Contest 2006
Der 51. Eurovision Song Contest fand am 18. und 20. Mai 2006 im Vorort Marousi der griechischen Hauptstadt Athen statt. Gewinner war Finnland mit der Gruppe Lordi und ihrem Song Hard Rock Hallelujah. Veranstaltungsort war die Olympiahalle im Olympia-Sportkomplex. Finale und Halbfinale wurden moderiert von Sakis Rouvas, der für Griechenland 2004 den dritten Platz belegte, sowie von Maria Menounos, Moderatorin des US-Senders NBC. Das Televoting im Halbfinale wurde von den griechischen Olympiasiegern 2004 Aimilia Tsoulfa und Dimosthenis Tampakos, das Finale von der aus Griechenland stammenden Sängerin Nana Mouskouri, die 1963 beim Song Contest für Luxemburg startete, eröffnet.

## Besonderheiten

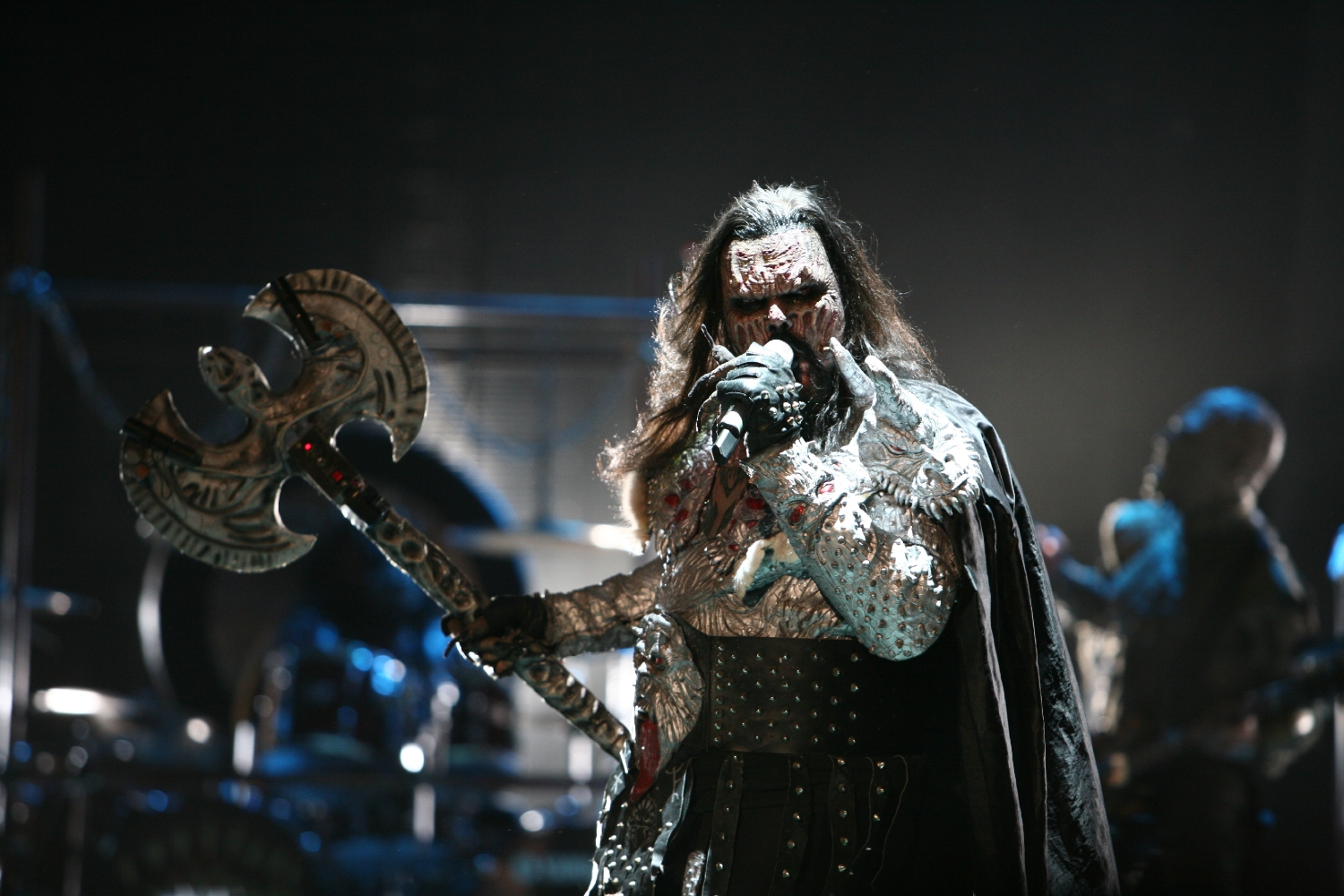
Sänger „Mr. Lordi“ der Band Lordi, Interpret des Siegertitels

Die beiden Shows wurden von der deutschen Firma PROCON ausgestattet, die bereits für die ESC-Jubiläumsshow Congratulations (2005) und das Finale 1999 in Jerusalem verantwortlich zeichnete.
Seit 2004 gibt es zwei (bzw. drei) Tage vor dem Finale ein Halbfinale, aus der die zehn Erstplatzierten das Finale erreichen. Vierzehn weitere Länder sind bereits für die Endrunde qualifiziert: die Bestplatzierten des Vorjahres sowie die Großen Vier der European Broadcasting Union (Deutschland, Frankreich, das Vereinigte Königreich und Spanien).
In diesem Jahr wurde der von einer Fanseite initiierte Barbara Dex Award zum zehnten Mal vergeben. Mit diesem nicht ganz ernst zu nehmenden Preis soll das „schlechteste“ Outfit des Wettbewerbes ausgezeichnet werden. Die diesjährigen Gewinner waren Nonstop aus Portugal.
Die Show wurde von knapp 110 Millionen Zuschauern im Fernsehen verfolgt.

## Teilnehmer

Länder, die im Jahr 2006
nicht teilnahmen, aber mal teilgenommen hatten
teilnahmen
im Halbfinale ausschieden

Armenien nahm das erste Mal am Wettbewerb teil. Österreich und Ungarn verzichteten auf eine Teilnahme. Serbien-Montenegro wollte teilnehmen, aber zog dann zurück, da es zu Problemen bei der Auswahl des Liedes zwischen den beiden Landesteilen kam. Es nahmen 37 Länder am Wettbewerb teil, aber Serbien-Montenegro durfte mit abstimmen.

### Wiederkehrende Interpreten
| Land                    | Interpret                                     | Vorherige(s) Teilnahmejahr(e)                                                               |
| ----------------------- | --------------------------------------------- | ------------------------------------------------------------------------------------------- |
| Bosnien und Herzegowina | Izo Kolečić (als Mitglied von Hari Mata Hari) | 1993 (als Mitglied von Fazla)                                                               |
| Griechenland            | Anna Vissi                                    | 1980 • 1982 für Zypern                                                                      |
| Island                  | Sigríður Beinteinsdóttir (Begleitung)         | 1994 (als Sigga) • 1990 (als Mitglied von Stjórnin) • 1992 (als Mitglied von Heart 2 Heart) |
| Israel                  | Eddie Butler                                  | 1999 (als Mitglied von Eden)                                                                |
| Kroatien                | Stjepan Večković (Begleitung)                 | 2005 (zusammen mit Boris Novković als Mitglied von Lado members)                            |
| Lettland                | Juris Lisenko (als Mitglied von Cosmos)       | Begleitung: 2003                                                                            |
| Litauen                 | Victoras Diawara (als Mitglied von LT United) | 2001 (als Mitglied von Skamp)                                                               |
| Malta                   | Fabrizio Faniello                             | 2001                                                                                        |
| Polen                   | Ich Troje                                     | 2003                                                                                        |
| Schweden                | Carola                                        | 1983 • 1991                                                                                 |
| Schweiz                 | Tinka Milinović (als Mitglied von six4one)    | Begleitung: 2002 für Bosnien und Herzegowina                                                |

## Abstimmungsverfahren
Die Punktevergabe wurde durch die EBU verkürzt, wie dies bereits auf ähnliche Weise beim Junior Eurovision Song Contest 2005 erprobt wurde. Der jeweilige nationale Sprecher gab nur die drei höchsten Wertungen durch, die ersten sieben Wertungen erschienen sofort auf der Punktetafel. Dagegen regte sich Widerstand seitens der ESC-Fangemeinschaft, wie der Zulauf zu einer entsprechenden Unterschriftensammlung im Internet zeigte.

## Nationale Qualifikation

### Finale
Folgende 14 Länder waren direkt für das Finale qualifiziert:

#### Die besten zehn des Vorjahres
- Dänemark: Am 11. Februar hatte das dänische Publikum beim Melodi Grand Prix in Aalborg die Gelegenheit, aus zehn Titeln den Landesvertreter für Athen zu wählen. Es siegte überraschend die 17-jährige Debütantin Sidsel Ben Semmane mit dem Song Twist of Love.
- Griechenland: Die griechische Rundfunkanstalt ERT gab am 24. Januar bekannt, Anna Vissi werde für das Gastgeberland an den Start gehen; aus vier Titeln wurde am 14. März das Lied gewählt, mit dem sie antritt. Vissi hat Griechenland schon einmal 1980 mit dem Titel Autostop vertreten (Platz 13). 1982 war sie mit Mono i agapi für Zypern angetreten (5. Platz).
- Israel: Israel wählte seinen Vertreter aus elf Bewerbern am 15. März in Jerusalem aus.
- Lettland: Die lettische Vorausscheidung fand am 11. März in Ventspils statt. Gewinner war die A-cappella-Band Cosmos mit dem Lied I Hear Your Heart.
- Malta: Der maltesische Beitrag wurde am 4. Februar in Valletta ausgewählt. Beim Malta Song for Europe Festival siegte Fabrizio Faniello mit dem Song I Do. Er vertrat Malta bereits 2001.
- Moldau: Der Vertreter des Landes sollte aus 13 Bewerbern in einer Vorentscheidung am 25. Februar in Chișinău ausgewählt werden. Da bei einer zur Hälfte aus Zuschaueranrufen, zur Hälfte aus Juryvoten zusammengesetzten Wertung drei Interpreten denselben Punktestand erreichten, sich jedoch die Jury weigerte, dem Regelwerk entsprechend einen Sieger zu bestimmen, endete das erste Finale ohne Ergebnis. Als Grund wurde die mangelnde Wettbewerbsfähigkeit der Beiträge genannt. Die Entscheidung fiel schließlich am 15. März in einer zweiten Vorentscheidung, in der ein Beitrag der ersten Vorentscheidung und vier neue Beiträge zur Wahl standen. Sieger waren Arsenium & Natalia Gordienco mit dem Titel Loca.
- Norwegen: Der norwegische Beitrag wurde am 4. Februar beim Finale des Melodi Grand Prix 2006 in Oslo ausgewählt. Es siegte Christine Guldbrandsen mit Alvedansen.
- Rumänien: Am 26. Februar fand nach zwei Halbfinalrunden ein Vorentscheid im rumänischen Fernsehen TVR statt, bei dem eine Jury und Fernsehzuschauer aus zwölf Teilnehmern den Sieger bestimmten. Es gewann Mihai Trăistariu mit dem Titel Tornerò.
- Schweiz: Das Schweizer Fernsehen wählte in einer internen Vorausscheidung einen Song der deutschen Komponisten Ralph Siegel und Bernd Meinunger aus. Der Song If We All Give a Little wurde am 18. März vorgestellt. Als Interpreten wurde von Ralph Siegel die sechsköpfige Gruppe six4one durch ein Casting zusammengestellt.
- Serbien und Montenegro: Am 11. März sollte Serbien und Montenegro seinen Beitrag mit Hilfe der Fernsehshow Evropesma 2006 auswählen. Vor dem Finale gab es zwei Halbfinale (Beovizija und Montevizija) in den beiden Landesteilen. Dabei qualifizierten sich zwölf Songs aus Serbien und weitere zwölf Songs aus Montenegro für das Finale. Dort gewann die Gruppe No Name mit dem Titel Moja ljubavi, die Sieger des Televoting (die Gruppe Flamingosi feat. Luis) erhielten von den Juroren aus Montenegro keine Punkte. Infolge von Vermutungen, dass es bei dieser Abstimmung zu Unregelmäßigkeiten gekommen sei, wurde das Ergebnis annulliert und für den 19. März ein zweiter Vorentscheid angesetzt, der jedoch ebenfalls scheiterte. Der montenegrinische Fernsehsender RTCG verweigerte sich einer erneuten Televoting-Abstimmung zwischen den jeweils ersten fünf Teilnehmern aus beiden Landesteilen und bestand darauf, dass die Gruppe No Name gewonnen habe. Am 20. März teilte RTS der EBU den endgültigen Rückzug vom Wettbewerb mit. Das Land übertrug den Wettbewerb live und nahm auch am Televoting teil. Als Nachrücker gelangte Kroatien direkt ins Finale und musste deshalb nicht am Halbfinale teilnehmen.
  - Nachrücker Kroatien: Die kroatischen Fernsehzuschauer und die Expertenjury der HRT bestimmten ihren Beitrag durch die Vorausscheidung Dora. Daraus ging als Siegerin die Sängerin Severina mit dem Titel Moja štikla hervor, dessen Arrangement von Goran Bregović, der Text von der Interpretin selbst stammt. Komponiert wurde der Song vom Vorjahresteilnehmer Boris Novković.

#### Die Großen Vier
Deutschland, Frankreich, Großbritannien und Spanien leisten den finanziell größten Beitrag zur EBU. Zudem kommen aus diesen Ländern, gemessen an den Zuschauerzahlen, die größten Mitgliedsender der EBU, die zusammen fast eine Viertelmilliarde Menschen versorgen. Um zu vermeiden, dass bei einer schlechten Platzierung im Vorjahr ein Großteil des europäischen Zuschauerpotentials wegbrechen könnte, werden diese Länder grundsätzlich im Finale platziert.
- Deutschland: Aufgrund des schlechten Abschneidens im Vorjahr wurde die Kandidatenkür 2006 geändert. Eine Jury der ARD-Unterhaltungschefs wählte aus Vorschlägen der deutschen Phonoindustrie drei Teilnehmer für den Vorentscheid aus. Zu den Auswahlkriterien zählten vor allem eine hohe Showakzeptanz und ein hervorragender musikalischer Standard. Am 9. März gewann die Band Texas Lightning gegen Thomas Anders und Vicky Leandros die deutsche Vorausscheidung.
- Frankreich: Das französische Publikum wählte am 14. März in einem Vorentscheid mit 21 Künstlern seinen Vertreter für Athen. Die Kandidaten für den Vorentscheid wurden durch mehrere Auswahlverfahren, unter anderem durch Webvoting, die Castingshow Entrée des artistes und die Dokumentation Dom Tom Folies, bestimmt. Die Gewinnerin war Virginie Pouchain. Der Beitrag Nous, c’est vous, den sie am Ende der Vorentscheidung vorstellte, wurde allerdings als nicht geeignet für das internationale Finale eingestuft, sodass die Sängerin mit dem Lied Il était temps in Athen antrat.
- Großbritannien: Bis zum 31. Dezember konnten bei der BBC Beiträge eingesandt werden. Am 4. März wurde der Sieger in der Fernseh-Show Making Your Mind Up bestimmt. Der Gewinner dieser Vorausscheidung war Daz Sampson mit dem Titel Teenage Life.
- Spanien: Beim spanischen Sender TVE konnten bis zum 31. Januar Songs eingereicht werden. Beiträge mit fremdsprachigen Liedtexten waren nicht zugelassen. Interpret und Titel wurden intern ausgewählt. Am 27. Februar gab TVE bekannt, dass die Gruppe Las Ketchup (bekannt durch den Sommerhit Aserejé) Spanien mit dem Lied Bloody Mary vertreten wird.

### Halbfinale
Folgende Länder nahmen am Halbfinale teil:
- Albanien: Luiz Ejlli gewann am 18. Dezember 2005 das Festivali i Këngës mit dem folkloristischen Song Zjarr e ftohtë.
- Andorra: Für Andorra ist die Newcomerin Jennifer mit dem am 8. März intern gewählten Titel Sense tu angetreten.
- Armenien: Bis zum 20. Januar konnten beim armenischen Fernsehen Songs eingereicht werden. Eine Jury sollte ursprünglich von diesen die Besten aussuchen, die in einer Fernsehshow Mitte Februar gegeneinander antreten. Am 20. Januar gab das armenische Fernsehen bekannt, eine Jury habe den Sänger Andre ausgewählt. Er trat mit dem Titel Without Your Love an.
- Belarus: Am 10. Februar durfte das belarussische Publikum aus 15 Songs drei Favoriten auswählen. Daraus bestimmte eine senderinterne Jury die Sängerin Palina Smolawa mit Mama zur Siegerin.
- Belgien: In diesem Jahr ist der flämische Sender Eén für die nationale Vorentscheidung verantwortlich. 28 Kandidaten haben erst in vier Vorrunden und anschließend in zwei Halbfinals um sieben Tickets für das lokale Finale gekämpft. Es siegte schließlich Kate Ryan mit dem Titel Je t’adore.
- Bosnien-Herzegowina: Das Land stellte sein Lied für Athen in der Fernseh-Show BH Eurosong 2006 vor, die am 5. März stattfand. Das Fernsehpublikum durfte lediglich per Televoting über den Songtitel aus drei Möglichkeiten wählen – es entschied sich für Lejla. Als Interpreten hat das bosnische Fernsehen den Sänger Hari Varešanovic, besser bekannt als Hari Mata Hari, bekannt gegeben.
- Bulgarien: Aus zwölf Bewerbern wurde am 12. März Mariana Popova mit Let Me Cry ausgewählt.
- Estland: Der estnische Beitrag wurde am 4. Februar in Tallinn ausgewählt. Eine Jury bestimmte Sandra Oxenryds Titel Through My Window als Sieger, knapp vor Ines.
- Finnland: Die finnische Vorausscheidung hat am 10. März in Turku stattgefunden. Es siegte die Band Lordi mit dem Titel Hard Rock Hallelujah. Die Band trat in Monster- und Zombiekostümen auf und gewann die TED-Abstimmung deutlich.
- Irland: Für Irland nahm der Sänger Brian Kennedy teil. Eigens für ihn gab es eine kleine Vorausscheidung im Februar, bei der die Fernsehzuschauer der Late Late Show (RTÉ) aus drei Titeln das Lied Every Song Is a Cry for Love für ihn auswählten.
- Island: Für Island ging Silvía Nótt mit dem Lied Congratulations an den Start. Die Fernsehzuschauer wählten den Beitrag am 18. Februar in Reykjavík. Der verantwortliche Sender RUV zählte während der Abstimmung knapp 120.000 Stimmen, von denen Silvía Nótt 70.190 ergatterte – in Anbetracht von Islands 300.000 Einwohnern eine beeindruckende Zahl.
- Litauen: Litauen wählte seinen Beitrag, We Are the Winners von LT United, am 4. März in Kaunas aus.
- Mazedonien: Der mazedonische Vorentscheid fand am 4. März auf MKRTV statt. Die Zuschauer wählten mittels Televoting mit 133 Stimmen Vorsprung Elena Risteska zur Vertreterin ihres Landes. Ihr Lied Ninanajna setzte sich gegen 19 konkurrierende Beiträge durch.
- Monaco: Der monegassische Beitrag wurde im Dezember 2005 bereits intern ausgewählt. Nach zwei Castings in Paris und Monaco gewann Séverine Ferrer mit dem Titel La coco-dance die Teilnahme in Athen.
- Niederlande: Die niederländische Vorausscheidung, das Nationaal Songfestival 2006 fand am 12. März 2006 statt und wurde von Paul de Leeuw moderiert. Die beiden Gruppen Behave und Treble sowie die Sängerin Maud sangen dabei jeweils drei Songs. Der Sieger Treble mit dem Song Amambanda wurde in einem Mix aus Musikexperten und Televoting ermittelt.
- Polen: Der polnische Beitrag wurde am 28. Januar in der Fernsehshow Piosenka dla Europy ausgewählt. Die Vorentscheidung gewannen Ich Troje, die mit dem Song Follow My Heart Polen in Athen vertraten. Sie sangen schon einmal in Riga 2003. Damals haben sie den 7. Rang erreicht.
- Portugal: Bei der RTP-Fernsehsendung Festival da Canção in Lissabon wurde die Girlband Nonstop mit Coisas de nada durch Televoting und eine Jury als Sieger bestimmt.
- Russland: Für Russland trat Dima Bilan an. Das Lied hieß Never Let You Go. Es wurde ohne nationale Vorentscheidung vom russischen TV-Sender Channel One intern bestimmt.
- Schweden: Der Teilnehmer wurde hier in einem aufwändigen Verfahren ermittelt. Es gab vier Vorrunden, eine Runde für eine „zweite Chance“ sowie das Finale, das am 18. März stattfand. Dieses Melodifestivalen erfreut sich allgemeiner Beliebtheit. Die in den Tagen vor dem Finale hoch favorisierte Carola, die schon einmal beim Eurovision Song Contest 1991 gewonnen hatte, siegte beim nationalen Vorentscheid mit ihrem Titel Evighet (Invincible später im Contest) und vertrat schließlich Schweden in Athen.
- Slowenien: Am 29. Januar fand der Vorentscheid EMA statt, bei dem der Sieger Anžej Dežan unter 14 Teilnehmern in einem Mix aus Televoting und Jury bestimmt wurde. Für den Sieg seines Liedes Plan B gaben die Stimmen der Jury den Ausschlag.
- Türkei: Der türkische Sender TRT 1 gab am 5. Januar bekannt, die Sängerin Sibel Tüzün werde die Türkei in Athen vertreten. Ihr Song, der intern ausgewählt und am 4. März der Öffentlichkeit präsentiert wurde, heißt Süper star.
- Ukraine: Am 11. März wurde der ukrainische Beitrag durch die Casting-Show Ty – sirka ermittelt. Es gewann Tina Karol mit I Am Your Queen. Das Lied wurde anschließend neu arrangiert und erhielt für Athen einen neuen Titel – Show Me Your Love – und einen neuen Songtext.
- Zypern: Nach zwei Halbfinale Mitte Februar fand der zyprische Vorentscheid am 22. Februar statt. Für das Land nach Athen fahren wird Annette Artani mit dem Titel Why Angels Cry.

Das kurz zuvor der EBU beigetretene Georgien nahm 2006 aus finanziellen Gründen noch nicht teil, ebenso die Tschechische Republik. Ungarn und Österreich zogen sich für 2006 aus dem Wettbewerb zurück. Luxemburg hatte bereits seit 1994, Italien seit 1998 keine Teilnehmer mehr geschickt. Liechtenstein konnte als Nicht-EBU-Mitglied nicht am Wettbewerb teilnehmen.

## Halbfinale
Folgende Länder haben am Halbfinale (18. Mai) teilgenommen (die Platzierungen wurden erst nach Beendigung des Finales bekanntgegeben). Die Plätze 1 bis 10 haben sich für das Finale qualifiziert.
| Platz | Startnr. | Land                    | Interpret                      | Lied Musik (M) und Text (T)                                                                                     | Sprache                               | Übersetzung (Inoffiziell)            | Punkte |
| ----- | -------- | ----------------------- | ------------------------------ | --- | ------------------------------------- | ------------------------------------ | ------ |
| 01.   | 16       | Finnland                | Lordi                          | Hard Rock Hallelujah M/T: Mr. Lordi                                                                             | Englisch                              | –                                    | 292    |
| 02.   | 22       | Bosnien und Herzegowina | Hari Mata Hari                 | Lejla M: Željko Joksimović; T: Fahrudin Pecikoza, Dejan Ivanović                                                | Bosnisch                              | –                                    | 267    |
| 03.   | 13       | Russland                | Dima Bilan Дима Билан          | Never Let You Go M: Alexander Lunjew; T: Karen Kavalerjan                                                       | Englisch                              | Ich werde Dich nie gehen lassen      | 217    |
| 04.   | 20       | Schweden                | Carola                         | Invincible M: Bobby Ljunggren, Thomas G:son, Henrik Wikström; T: Thomas G:son,                                  | Englisch                              | Unbesiegbar                          | 214    |
| 05.   | 18       | Litauen                 | LT United                      | We Are the Winners M: Andrius Mamontovas, Saulius „Samas“ Urbonavičius; T: Andrius Mamontovas, Viktoras Diawara | Englisch, Französisch                 | Wir sind die Sieger                  | 163    |
| 06.   | 01       | Armenien                | André Անդրե                    | Without Your Love M: Armen Martirosyan; T: Catherine Bekian                                                     | Englisch                              | Ohne deine Liebe                     | 150    |
| 07.   | 15       | Ukraine                 | Tina Karol Тіна Кароль         | Show Me Your Love M: Tina Karol, Mikhail Nekrasov; T: Pavel Shilko                                              | Englisch                              | Zeige mir deine Liebe                | 146    |
| 08.   | 14       | Türkei                  | Sibel Tüzün                    | Süper star M/T: Sibel Tüzün                                                                                     | Türkisch, Englisch                    | Superstar                            | 091    |
| 09.   | 08       | Irland                  | Brian Kennedy                  | Every Song Is a Cry for Love M/T: Brian Kennedy                                                                 | Englisch                              | Jedes Lied ist ein Schrei nach Liebe | 079    |
| 10.   | 11       | Mazedonien              | Elena Ristevska Елена Ристеска | Ninanajna (Нинанајна) M: Darko Dimitrov; T: Rade Vrčakovski                                                     | Englisch, Mazedonisch                 | –                                    | 076    |
| 11.   | 12       | Polen                   | Ich Troje                      | Follow My Heart M: André Franke; T: Real McCoy, Wiliam Lennox, Michał Wiśniewski                                | Englisch, Polnisch, Deutsch, Russisch | Folge meinem Herzen                  | 070    |
| 12.   | 07       | Belgien                 | Kate Ryan                      | Je t’adore M/T: Nicklas Kings, Lisa Greene, Niklas Bergwall, Kate Ryan                                          | Englisch mit französischem Titel      | Ich bete dich an                     | 069    |
| 13.   | 23       | Island                  | Silvia Night                   | Congratulations M: Þorvaldur Bjarni Þorvaldsson; T: Silvia Night                                                | Englisch                              | Herzlichen Glückwunsch               | 062    |
| 14.   | 06       | Albanien                | Luiz Ejlli                     | Zjarr e ftohtė M: Klodian Qafoku; T: Dr. Flori                                                                  | Albanisch                             | Das kalte Feuer                      | 058    |
| 15.   | 09       | Zypern                  | Annet Artani Αννέτ Αρτάνι      | Why Angels Cry M/T: Peter Yiannaki                                                                              | Englisch                              | Warum Engel weinen                   | 057    |
| 16.   | 03       | Slowenien               | Anžej Dežan                    | Mr. Nobody (Plan B) M: Matjaž Vlašič; T: Urša Vlašič                                                            | Englisch                              | Herr Niemand                         | 049    |
| 17.   | 02       | Bulgarien               | Mariana Popova Мариана Попова  | Let Me Cry M: Dani Milew; T: Elina Gawrilowa                                                                    | Englisch                              | Lass mich weinen                     | 036    |
| 18.   | 21       | Estland                 | Sandra                         | Through My Window M: Alar Kotkas, Ilmar Laisaar, Pearu Paulus; T: Jana Hallas                                   | Englisch                              | Durch mein Fenster                   | 028    |
| 19.   | 19       | Portugal                | Nonstop                        | Coisas de nada M/T: José Manuel Afonso, Elvis Veiguinha                                                         | Portugiesisch, Englisch               | Dinge des Nichts                     | 026    |
| 20.   | 17       | Niederlande             | Treble                         | Amambanda M/T: Treble                                                                                           | Konstruierte Sprache, Englisch        | –                                    | 022    |
| 21.   | 10       | Monaco                  | Séverine Ferrer                | La coco-dance M: J. Woodfeel T: J. Woodfeel, Irén Bo                                                            | Französisch, Tahitianisch             | Der Coco-Tanz                        | 014    |
| 22.   | 05       | Belarus                 | Palina Smolawa Полина Смолова  | Mum M: Sergey Suchomlin; T: Andrej Kostiugow                                                                    | Englisch                              | Mama                                 | 010    |
| 23.   | 04       | Andorra                 | Jennifer                       | Sense tu M: Rafael Artesero T: Rafael Artesero, Joan Antoni Rechi                                               | Katalanisch                           | Ohne dich                            | 008    |

### Punktetafel Halbfinale
| Abstimmungsergebnisse | Abstimmungsergebnisse   | Abstimmungsergebnisse | Abstimmungsergebnisse | Abstimmungsergebnisse | Abstimmungsergebnisse | Abstimmungsergebnisse | Abstimmungsergebnisse | Abstimmungsergebnisse | Abstimmungsergebnisse | Abstimmungsergebnisse | Abstimmungsergebnisse | Abstimmungsergebnisse | Abstimmungsergebnisse | Abstimmungsergebnisse | Abstimmungsergebnisse | Abstimmungsergebnisse | Abstimmungsergebnisse | Abstimmungsergebnisse | Abstimmungsergebnisse | Abstimmungsergebnisse | Abstimmungsergebnisse | Abstimmungsergebnisse | Abstimmungsergebnisse | Abstimmungsergebnisse | Abstimmungsergebnisse | Abstimmungsergebnisse | Abstimmungsergebnisse | Abstimmungsergebnisse | Abstimmungsergebnisse | Abstimmungsergebnisse | Abstimmungsergebnisse | Abstimmungsergebnisse | Abstimmungsergebnisse | Abstimmungsergebnisse | Abstimmungsergebnisse | Abstimmungsergebnisse | Abstimmungsergebnisse | Abstimmungsergebnisse | Abstimmungsergebnisse | Abstimmungsergebnisse | Abstimmungsergebnisse | Abstimmungsergebnisse |
| Startnr.              | Land                    | Platz                 | Punkte                | AM                    | BG                    | SI                    | AD                    | BY                    | AL                    | BE                    | IE                    | CY                    | MC                    | MK                    | PL                    | RU                    | TR                    | UA                    | FI                    | NL                    | LT                    | PT                    | SE                    | EE                    | BA                    | IS                    | RO                    | DK                    | LV                    | HR                    | CS                    | NO                    | MT                    | CH                    | UK                    | FR                    | DE                    | ES                    | MD                    | IL                    | GR                    | Votings               |
| --------------------- | ----------------------- | --------------------- | --------------------- | --------------------- | --------------------- | --------------------- | --------------------- | --------------------- | --------------------- | --------------------- | --------------------- | --------------------- | --------------------- | --------------------- | --------------------- | --------------------- | --------------------- | --------------------- | --------------------- | --------------------- | --------------------- | --------------------- | --------------------- | --------------------- | --------------------- | --------------------- | --------------------- | --------------------- | --------------------- | --------------------- | --------------------- | --------------------- | --------------------- | --------------------- | --------------------- | --------------------- | --------------------- | --------------------- | --------------------- | --------------------- | --------------------- | --------------------- |
| 01                    | Armenien                | 06.                   | 150                   |                       | 8                     | –                     | –                     | 7                     | 3                     | 12                    | –                     | 12                    | –                     | –                     | 3                     | 12                    | 10                    | 7                     | –                     | 12                    | –                     | –                     | 3                     | –                     | –                     | –                     | 2                     | –                     | –                     | –                     | –                     | –                     | –                     | 3                     | 3                     | 12                    | 7                     | 12                    | 2                     | 10                    | 10                    | 20                    |
| 02                    | Bulgarien               | 17.                   | 036                   | –                     |                       | –                     | –                     | –                     | 8                     | –                     | –                     | 8                     | –                     | 6                     | –                     | –                     | 1                     | –                     | –                     | –                     | –                     | 1                     | –                     | –                     | –                     | –                     | –                     | –                     | –                     | –                     | –                     | –                     | –                     | –                     | –                     | 4                     | –                     | 5                     | –                     | –                     | 3                     | 08                    |
| 03                    | Slowenien               | 16.                   | 049                   | 2                     | –                     |                       | –                     | 2                     | 7                     | –                     | –                     | –                     | 3                     | 3                     | –                     | –                     | –                     | 2                     | 1                     | –                     | –                     | –                     | –                     | –                     | 7                     | –                     | –                     | –                     | –                     | 6                     | 7                     | –                     | 5                     | –                     | –                     | –                     | –                     | –                     | –                     | 4                     | –                     | 12                    |
| 04                    | Andorra                 | 23.                   | 008                   | –                     | –                     | –                     |                       | –                     | –                     | –                     | –                     | –                     | –                     | –                     | –                     | –                     | –                     | –                     | –                     | –                     | –                     | –                     | –                     | –                     | –                     | –                     | –                     | –                     | –                     | –                     | –                     | –                     | –                     | –                     | –                     | –                     | –                     | 8                     | –                     | –                     | –                     | 001                   |
| 05                    | Belarus                 | 22.                   | 010                   | –                     | –                     | –                     | –                     |                       | –                     | –                     | –                     | –                     | –                     | –                     | –                     | 6                     | –                     | 1                     | –                     | –                     | –                     | –                     | –                     | –                     | –                     | –                     | –                     | –                     | –                     | –                     | –                     | –                     | –                     | –                     | –                     | –                     | –                     | –                     | 3                     | –                     | –                     | 03                    |
| 06                    | Albanien                | 14.                   | 058                   | 1                     | –                     | 1                     | –                     | –                     |                       | –                     | –                     | –                     | –                     | 12                    | –                     | 2                     | 3                     | –                     | –                     | –                     | –                     | –                     | 2                     | –                     | 5                     | –                     | –                     | –                     | –                     | 7                     | –                     | 3                     | –                     | 10                    | 2                     | –                     | 3                     | –                     | –                     | –                     | 7                     | 13                    |
| 07                    | Belgien                 | 12.                   | 069                   | –                     | –                     | 5                     | 7                     | –                     | –                     |                       | 5                     | 1                     | 6                     | –                     | 4                     | –                     | –                     | –                     | 3                     | 7                     | 2                     | 2                     | 5                     | 3                     | –                     | 4                     | –                     | 3                     | –                     | –                     | –                     | –                     | 7                     | –                     | –                     | 3                     | –                     | 2                     | –                     | –                     | –                     | 17                    |
| 08                    | Irland                  | 09.                   | 079                   | –                     | –                     | 3                     | –                     | –                     | 1                     | 3                     |                       | –                     | 7                     | –                     | 2                     | 1                     | –                     | –                     | 4                     | 3                     | 4                     | 4                     | 1                     | 6                     | –                     | 2                     | –                     | 5                     | 4                     | –                     | 1                     | 6                     | 6                     | 2                     | 8                     | –                     | –                     | –                     | 1                     | 5                     | –                     | 22                    |
| 09                    | Zypern                  | 15.                   | 057                   | 7                     | 2                     | –                     | –                     | 1                     | 4                     | –                     | –                     |                       | 10                    | –                     | –                     | –                     | –                     | 3                     | –                     | –                     | –                     | –                     | –                     | –                     | –                     | –                     | 4                     | –                     | –                     | –                     | –                     | –                     | 4                     | 1                     | 7                     | –                     | 2                     | –                     | –                     | –                     | 12                    | 12                    |
| 10                    | Monaco                  | 21.                   | 014                   | –                     | –                     | –                     | 3                     | –                     | –                     | –                     | –                     | –                     |                       | –                     | 1                     | –                     | –                     | –                     | –                     | –                     | –                     | –                     | –                     | 2                     | –                     | –                     | –                     | –                     | –                     | –                     | –                     | –                     | –                     | –                     | –                     | 8                     | –                     | –                     | –                     | –                     | –                     | 04                    |
| 11                    | Nordmazedonien          | 10.                   | 076                   | 8                     | 5                     | 8                     | –                     | –                     | 12                    | –                     | –                     | –                     | –                     |                       | –                     | –                     | 8                     | –                     | –                     | –                     | –                     | –                     | –                     | –                     | 10                    | –                     | 1                     | –                     | –                     | 8                     | 10                    | –                     | –                     | 6                     | –                     | –                     | –                     | –                     | –                     | –                     | –                     | 09                    |
| 12                    | Polen                   | 11.                   | 070                   | 3                     | –                     | –                     | –                     | 4                     | –                     | 1                     | 7                     | –                     | –                     | –                     |                       | 5                     | –                     | 10                    | –                     | 2                     | 8                     | –                     | –                     | –                     | –                     | 3                     | –                     | –                     | 3                     | –                     | –                     | 2                     | 1                     | –                     | 1                     | 2                     | 6                     | 4                     | 4                     | 2                     | 2                     | 19                    |
| 13                    | Russland                | 03.                   | 217                   | 12                    | 12                    | 4                     | 4                     | 12                    | –                     | 2                     | 4                     | 10                    | –                     | 5                     | 8                     |                       | 4                     | 12                    | 6                     | 1                     | 12                    | 7                     | 7                     | 10                    | 4                     | 6                     | 7                     | 1                     | 12                    | 3                     | 6                     | 4                     | 8                     | –                     | –                     | –                     | 5                     | –                     | 12                    | 12                    | 5                     | 31                    |
| 14                    | Türkei                  | 08.                   | 091                   | –                     | 1                     | –                     | –                     | –                     | 6                     | 8                     | –                     | –                     | –                     | 8                     | –                     | –                     |                       | –                     | –                     | 10                    | –                     | –                     | –                     | –                     | 12                    | –                     | 10                    | 6                     | –                     | –                     | –                     | 1                     | –                     | 8                     | –                     | 10                    | 8                     | –                     | –                     | 3                     | –                     | 13                    |
| 15                    | Ukraine                 | 07.                   | 146                   | 10                    | 3                     | 2                     | 6                     | 10                    | –                     | –                     | 3                     | 6                     | 2                     | 2                     | 6                     | 10                    | 7                     |                       | 2                     | –                     | 6                     | 10                    | –                     | 4                     | 3                     | 5                     | 8                     | –                     | 6                     | 2                     | 5                     | –                     | 3                     | –                     | –                     | –                     | –                     | 3                     | 10                    | 8                     | 4                     | 27                    |
| 16                    | Finnland                | 01.                   | 292                   | –                     | 7                     | 10                    | 10                    | 8                     | –                     | 10                    | 10                    | 7                     | –                     | 7                     | 12                    | 8                     | 6                     | 6                     |                       | 6                     | 10                    | 8                     | 12                    | 12                    | 8                     | 12                    | 5                     | 10                    | 8                     | 10                    | 8                     | 8                     | 10                    | 5                     | 12                    | 5                     | 12                    | 10                    | 5                     | 7                     | 8                     | 34                    |
| 17                    | Niederlande             | 20.                   | 022                   | 4                     | –                     | –                     | 2                     | –                     | 2                     | 4                     | –                     | 3                     | –                     | –                     | –                     | –                     | 5                     | –                     | –                     |                       | 1                     | –                     | –                     | –                     | –                     | 1                     | –                     | –                     | –                     | –                     | –                     | –                     | –                     | –                     | –                     | –                     | –                     | –                     | –                     | –                     | –                     | 08                    |
| 18                    | Litauen                 | 05.                   | 163                   | –                     | 6                     | 6                     | 5                     | 6                     |                       | 7                     | 12                    | 4                     | 4                     | 4                     | 10                    | 4                     | 2                     | 5                     | 8                     | 5                     |                       | 5                     | 4                     | 8                     | 2                     | 8                     | 3                     | 4                     | 10                    | 5                     | 3                     | 5                     | –                     | –                     | 10                    | –                     | 1                     | –                     | 6                     | –                     | 1                     | 30                    |
| 19                    | Portugal                | 19.                   | 026                   | –                     | –                     | –                     | 12                    | –                     | –                     | –                     | –                     | –                     | –                     | –                     | –                     | –                     | –                     | –                     | –                     | –                     | –                     |                       | –                     | –                     | –                     | –                     | –                     | –                     | –                     | –                     | –                     | –                     | –                     | 7                     | –                     | 7                     | –                     | –                     | –                     | –                     | –                     | 03                    |
| 20                    | Schweden                | 04.                   | 214                   | 6                     | 4                     | 7                     | 8                     | 5                     | 5                     | 5                     | 8                     | 2                     | 8                     | 1                     | 7                     | 3                     | –                     | 4                     | 10                    | 4                     | 5                     | 12                    |                       | 7                     | 6                     | 10                    | 6                     | 12                    | 5                     | 4                     | 4                     | 10                    | 12                    | 4                     | 6                     | –                     | 4                     | 7                     | 7                     | 6                     | –                     | 34                    |
| 21                    | Estland                 | 18.                   | 028                   | –                     | –                     | –                     | –                     | –                     | –                     | –                     | 1                     | –                     | 5                     | –                     | –                     | –                     | –                     | –                     | 5                     | –                     | –                     | –                     | 8                     |                       | –                     | –                     | –                     | 2                     | 7                     | –                     | –                     | –                     | –                     | –                     | –                     | –                     | –                     | –                     | –                     | –                     | –                     | 06                    |
| 22                    | Bosnien und Herzegowina | 02.                   | 0267                  | 5                     | 10                    | 12                    | 1                     | 3                     | 10                    | 6                     | 6                     | 5                     | 12                    | 10                    | 5                     | 7                     | 12                    | 8                     | 12                    | 8                     | 3                     | 6                     | 10                    | 1                     |                       | 7                     | 12                    | 8                     | 2                     | 12                    | 12                    | 12                    | 2                     | 12                    | 4                     | 6                     | 10                    | 1                     | 8                     | 1                     | 6                     | 37                    |
| 23                    | Island                  | 13.                   | 062                   | –                     | –                     | –                     | –                     | –                     | –                     | –                     | 2                     | –                     | 1                     | –                     | –                     | –                     | –                     | –                     | 7                     | –                     | 7                     | 3                     | 6                     | 5                     | 1                     |                       | –                     | 7                     | 1                     | 1                     | 2                     | 7                     | –                     | –                     | 5                     | 1                     | –                     | 6                     | –                     | –                     | –                     | 16                    |

- Die wenigsten Gesamt-Votings:  Andorra – 1
- Die wenigsten Gesamt-Punkte:  Andorra – 8
- Die meisten Gesamt-Votings:  Bosnien und Herzegowina – 37
- Die meisten Gesamt-Punkte:  Finnland – 292

### Statistik der Zwölf-Punkte-Vergabe (Semifinale)
| Anzahl | Land                    | erhalten von                                                                                       |
| ------ | ----------------------- | -------------------------------------------------------------------------------------------------- |
| 9      | Bosnien und Herzegowina | Finnland, Kroatien, Monaco, Norwegen, Rumänien, Schweiz, Serbien und Montenegro, Slowenien, Türkei |
| 8      | Russland                | Armenien, Belarus, Bulgarien, Israel, Lettland, Litauen, Moldau, Ukraine                           |
| 6      | Armenien                | Belgien, Frankreich, Niederlande, Russland, Spanien, Zypern                                        |
| 6      | Finnland                | Deutschland, Estland, Island, Polen, Schweden, Vereinigtes Königreich                              |
| 3      | Schweden                | Dänemark, Malta, Portugal                                                                          |
| 1      | Albanien                | Mazedonien                                                                                         |
| 1      | Litauen                 | Irland                                                                                             |
| 1      | Mazedonien              | Albanien                                                                                           |
| 1      | Portugal                | Andorra                                                                                            |
| 1      | Türkei                  | Bosnien und Herzegowina                                                                            |
| 1      | Zypern                  | Griechenland                                                                                       |

## Finale
Finnland nahm 2002 das letzte Mal am Finale teil. 2003 war man gesperrt, 2004 und 2005 scheiterte man im Halbfinale.  Litauen erreichte nach 2002 erneut das Finale, nachdem man 2003 aufgrund der Relegation gesperrt sowie 2004 und 2005 im Halbfinale ausgeschieden war.  Irland erreichte das erste Mal seit 2004 wieder das Finale. 2005 scheiterte man im Halbfinale.  Armenien erreichte bei seiner ersten Teilnahme direkt das Finale.
| Platz | Startnr. | Land                    | Interpret                                    | Titel (M = Musik; T = Text)                                                                                     | Sprache               | Übersetzung                                | Punkte |
| ----- | -------- | ----------------------- | -------------------------------------------- | --- | --------------------- | ------------------------------------------ | ------ |
| 01.   | 17       | Finnland                | Lordi                                        | Hard Rock Hallelujah M/T: Mr. Lordi                                                                             | Englisch              | –                                          | 292    |
| 02.   | 10       | Russland                | Dima Bilan Дима Билан                        | Never Let You Go M: Alexander Lunjew; T: Karen Kavalerjan                                                       | Englisch              | Ich werde Dich nie gehen lassen            | 248    |
| 03.   | 13       | Bosnien und Herzegowina | Hari Mata Hari                               | Lejla M: Željko Joksimović; T: Fahrudin Pecikoza, Dejan Ivanović                                                | Bosnisch              | –                                          | 229    |
| 04.   | 12       | Rumänien                | Mihai Trăistariu                             | Tornerò M: Eduard Cîrcotă; T: Cristian Hriscu, Mihaela Deac                                                     | Englisch, Italienisch | Ich werde zurückkehren                     | 172    |
| 05.   | 22       | Schweden                | Carola                                       | Invincible M: Bobby Ljunggren, Thomas G:son, Henrik Wikström; T: Thomas G:son                                   | Englisch              | Unbesiegbar                                | 170    |
| 06.   | 14       | Litauen                 | LT United                                    | We Are the Winners M: Andrius Mamontovas, Saulius „Samas“ Urbonavičius; T: Andrius Mamontovas, Viktoras Diawara | Englisch, Französisch | Wir sind die Sieger                        | 162    |
| 07.   | 18       | Ukraine                 | Tina Karol Тіна Кароль                       | Show Me Your Love M: Tina Karol, Mikhail Nekrasov; T: Pavel Shilko                                              | Englisch              | Zeige mir deine Liebe                      | 145    |
| 08.   | 24       | Armenien                | André Անդրե                                  | Without Your Love M: Armen Martirosyan; T: Catherine Bekian                                                     | Englisch              | Ohne deine Liebe                           | 129    |
| 09.   | 16       | Griechenland            | Anna Vissi Άννα Βίσση                        | Everything M: Nikos Karvelas; T: Anna Vissi                                                                     | Englisch              | Alles                                      | 128    |
| 10.   | 21       | Irland                  | Brian Kennedy                                | Every Song Is a Cry for Love M/T: Brian Kennedy                                                                 | Englisch              | Jedes Lied ist ein Schrei nach Liebe       | 093    |
| 11.   | 23       | Türkei                  | Sibel Tüzün                                  | Süper star M/T: Sibel Tüzün                                                                                     | Türkisch, Englisch    | Superstar                                  | 091    |
| 12.   | 11       | Mazedonien              | Elena Ristevska Елена Ристеска               | Ninanajna (Нинанајна) M: Darko Dimitrov; T: Rade Vrčakovski                                                     | Englisch, Mazedonisch | –                                          | 056    |
| 12.   | 20       | Kroatien                | Severina                                     | Moja štikla M: Boris Novković, Franjo Valentić; T: Severina Vučković                                            | Kroatisch             | Mein Stöckelschuh                          | 056    |
| 14.   | 05       | Norwegen                | Christine Guldbrandsen                       | Alvedansen M: Atle Halstensen, Kjetil Fluge, Christine Guldbrandsen T: Kjetil Fluge, Christine Guldbrandsen     | Norwegisch            | Der Elfentanz                              | 036    |
| 14.   | 08       | Deutschland             | Texas Lightning                              | No No Never M/T: Jane Comerford                                                                                 | Englisch              | Nein nein niemals                          | 036    |
| 16.   | 04       | Lettland                | Cosmos                                       | I Hear Your Heart M: Andris Sējāns, Reinis Sējāns; T: Guntars Račs, Molly-Ann Leikin                            | Englisch              | Ich höre dein Herz                         | 030    |
| 16.   | 01       | Schweiz                 | six4one                                      | If We All Give a Little M: Ralph Siegel; T: Bernd Meinunger                                                     | Englisch              | Wenn wir alle ein bisschen geben           | 030    |
| 18.   | 09       | Dänemark                | Sidsel Ben Semmane                           | Twist of Love M/T: Niels Drevsholt                                                                              | Englisch              | Twist der Liebe                            | 026    |
| 19.   | 15       | Vereinigtes Königreich  | Daz Sampson                                  | Teenage Life M/T: John Matthews, Daz Sampson                                                                    | Englisch              | Das Leben der Jugendlichen                 | 025    |
| 20.   | 02       | Moldau                  | Arsenium feat. Natalia Gordienco & Connect-R | Loca M/T: Arsenium                                                                                              | Englisch              | Verrückt                                   | 022    |
| 21.   | 06       | Spanien                 | Las Ketchup                                  | Bloody Mary M/T: Manuel Ruiz Gómez „Queco“                                                                      | Spanisch              | Ein Bloody Mary                            | 018    |
| 22.   | 19       | Frankreich              | Virginie Pouchain                            | Il était temps M/T: Corneille                                                                                   | Französisch           | Es war Zeit                                | 005    |
| 23.   | 03       | Israel                  | Eddie Butler אדי בטלר                        | Ze Hazman (Together We Are One) (זה הזמן (Together We Are One)) M: Eddie Butler; T: Orly Burg, Osnat Zabag      | Hebräisch, Englisch   | Zusammen sind wir Eins (Dies ist die Zeit) | 004    |
| 24.   | 07       | Malta                   | Fabrizio Faniello                            | I Do M/T: Aldo Spiteri, Fabrizio Faniello                                                                       | Englisch              | Ich will                                   | 001    |

Der Sieger und die grün markierten Länder waren direkt für das Finale im folgenden Jahr qualifiziert.

### Punktevergabe Finale
| Land | Abstimmungsergebnisse | Abstimmungsergebnisse | Abstimmungsergebnisse | Abstimmungsergebnisse | Abstimmungsergebnisse | Abstimmungsergebnisse | Abstimmungsergebnisse | Abstimmungsergebnisse | Abstimmungsergebnisse | Abstimmungsergebnisse | Abstimmungsergebnisse | Abstimmungsergebnisse | Abstimmungsergebnisse | Abstimmungsergebnisse | Abstimmungsergebnisse | Abstimmungsergebnisse | Abstimmungsergebnisse | Abstimmungsergebnisse | Abstimmungsergebnisse | Abstimmungsergebnisse | Abstimmungsergebnisse | Abstimmungsergebnisse | Abstimmungsergebnisse | Abstimmungsergebnisse | Abstimmungsergebnisse | Abstimmungsergebnisse | Abstimmungsergebnisse | Abstimmungsergebnisse | Abstimmungsergebnisse | Abstimmungsergebnisse | Abstimmungsergebnisse | Abstimmungsergebnisse | Abstimmungsergebnisse | Abstimmungsergebnisse | Abstimmungsergebnisse | Abstimmungsergebnisse | Abstimmungsergebnisse | Abstimmungsergebnisse | Abstimmungsergebnisse | Abstimmungsergebnisse |
| Land | Punkte                | SI                    | AD                    | RO                    | DK                    | LV                    | PT                    | SE                    | FI                    | BE                    | HR                    | CS                    | NO                    | EE                    | IE                    | MT                    | LT                    | CY                    | NL                    | CH                    | UA                    | RU                    | PL                    | UK                    | AM                    | FR                    | BY                    | DE                    | ES                    | MD                    | BA                    | IS                    | MC                    | IL                    | AL                    | GR                    | BG                    | MK                    | TR                    | Votings               |
| --- | --------------------- | --------------------- | --------------------- | --------------------- | --------------------- | --------------------- | --------------------- | --------------------- | --------------------- | --------------------- | --------------------- | --------------------- | --------------------- | --------------------- | --------------------- | --------------------- | --------------------- | --------------------- | --------------------- | --------------------- | --------------------- | --------------------- | --------------------- | --------------------- | --------------------- | --------------------- | --------------------- | --------------------- | --------------------- | --------------------- | --------------------- | --------------------- | --------------------- | --------------------- | --------------------- | --------------------- | --------------------- | --------------------- | --------------------- | --------------------- |
| Schweiz | 030                   | –                     | –                     | –                     | –                     | –                     | 1                     | –                     | –                     | –                     | –                     | –                     | –                     | –                     | –                     | 12                    | –                     | 3                     | –                     |                       | –                     | –                     | –                     | –                     | –                     | –                     | –                     | –                     | –                     | –                     | 4                     | –                     | 6                     | 4                     | –                     | –                     | –                     | –                     | –                     | 06                    |
| Moldau | 022                   | –                     | –                     | 12                    | –                     | –                     | 3                     | –                     | –                     | –                     | –                     | –                     | –                     | –                     | –                     | –                     | –                     | –                     | –                     | –                     | –                     | 3                     | –                     | –                     | –                     | –                     | –                     | –                     | 2                     |                       | –                     | –                     | –                     | –                     | –                     | 1                     | –                     | –                     | 1                     | 06                    |
| Israel | 004                   | –                     | –                     | –                     | –                     | –                     | –                     | –                     | –                     | –                     | –                     | –                     | –                     | –                     | –                     | –                     | –                     | –                     | –                     | –                     | –                     | –                     | –                     | –                     | –                     | 4                     | –                     | –                     | –                     | –                     | –                     | –                     | –                     |                       | –                     | –                     | –                     | –                     | –                     | 01                    |
| Lettland | 030                   | –                     | –                     | –                     | –                     |                       | –                     | –                     | –                     | –                     | –                     | –                     | –                     | 3                     | 4                     | –                     | 8                     | –                     | –                     | –                     | 4                     | 1                     | –                     | 2                     | –                     | –                     | –                     | –                     | –                     | –                     | –                     | –                     | 8                     | –                     | –                     | –                     | –                     | –                     | –                     | 07                    |
| Norwegen | 036                   | –                     | –                     | –                     | 1                     | 6                     | –                     | 2                     | 5                     | –                     | –                     | –                     |                       | –                     | –                     | –                     | –                     | –                     | –                     | –                     | 3                     | 7                     | –                     | –                     | 1                     | –                     | 1                     | –                     | –                     | 3                     | –                     | 4                     | 1                     | –                     | –                     | 2                     | –                     | –                     | –                     | 12                    |
| Spanien | 018                   | –                     | 12                    | –                     | –                     | –                     | –                     | –                     | –                     | –                     | –                     | –                     | –                     | –                     | –                     | –                     | –                     | –                     | –                     | –                     | –                     | –                     | –                     | –                     | –                     | –                     | –                     | –                     |                       | –                     | –                     | –                     | –                     | –                     | 6                     | –                     | –                     | –                     | –                     | 02                    |
| Malta | 001                   | –                     | –                     | –                     | –                     | –                     | –                     | –                     | –                     | –                     | –                     | –                     | –                     | –                     | –                     |                       | –                     | –                     | –                     | –                     | –                     | –                     | –                     | –                     | –                     | –                     | –                     | –                     | –                     | –                     | –                     | –                     | –                     | –                     | 1                     | –                     | –                     | –                     | –                     | 01                    |
| Deutschland | 036                   | –                     | –                     | –                     | 3                     | 3                     | –                     | –                     | –                     | 1                     | –                     | –                     | 1                     | –                     | 3                     | –                     | –                     | –                     | 3                     | 7                     | –                     | –                     | –                     | 5                     | –                     | –                     | –                     |                       | 5                     | –                     | –                     | –                     | –                     | –                     | 5                     | –                     | –                     | –                     | –                     | 10                    |
| Dänemark | 026                   | –                     | –                     | –                     |                       | –                     | –                     | 8                     | 3                     | –                     | –                     | –                     | 6                     | 1                     | –                     | –                     | –                     | –                     | –                     | –                     | –                     | –                     | –                     | –                     | –                     | –                     | –                     | –                     | –                     | –                     | –                     | 8                     | –                     | –                     | –                     | –                     | –                     | –                     | –                     | 05                    |
| Russland | 248                   | 4                     | 6                     | 8                     | 2                     | 12                    | 7                     | 7                     | 12                    | 3                     | 7                     | 5                     | 3                     | 10                    | 5                     | 5                     | 12                    | 8                     | 2                     | –                     | 12                    |                       | 10                    | 1                     | 12                    | 2                     | 12                    | 6                     | 7                     | 10                    | 6                     | 5                     | –                     | 12                    | 4                     | 8                     | 10                    | 8                     | 5                     | 35                    |
| Nordmazedonien | 056                   | 6                     | –                     | –                     | –                     | –                     | –                     | –                     | –                     | –                     | 8                     | 8                     | –                     | –                     | –                     | –                     | –                     | –                     | –                     | 4                     | –                     | –                     | –                     | –                     | 7                     | –                     | –                     | –                     | –                     | –                     | 8                     | –                     | –                     | –                     | 3                     | –                     | 6                     |                       | 6                     | 09                    |
| Rumänien | 172                   | 5                     | 3                     |                       | 6                     | 2                     | 10                    | 6                     | 6                     | 2                     | 5                     | 4                     | 4                     | 4                     | 6                     | 10                    | 1                     | 10                    | –                     | 1                     | 1                     | 4                     | 3                     | 6                     | 4                     | 7                     | 3                     | 5                     | 12                    | 12                    | 2                     | 2                     | –                     | 10                    | 2                     | 7                     | 2                     | 2                     | 3                     | 35                    |
| Bosnien und Herzegowina | 229                   | 12                    | –                     | 7                     | 8                     | –                     | 2                     | 10                    | 10                    | 6                     | 12                    | 12                    | 8                     | –                     | 2                     | –                     | 4                     | 2                     | 8                     | 12                    | 10                    | 6                     | 4                     | –                     | 5                     | 6                     | 4                     | 7                     | 1                     | 5                     |                       | 3                     | 12                    | 2                     | 12                    | 6                     | 7                     | 12                    | 12                    | 32                    |
| Litauen | 162                   | 3                     | 7                     | –                     | 7                     | 10                    | 4                     | 3                     | 8                     | 4                     | 6                     | 3                     | 5                     | 8                     | 12                    | 1                     |                       | 4                     | 6                     | –                     | 5                     | 5                     | 8                     | 10                    | –                     | –                     | 6                     | 1                     | 4                     | 4                     | –                     | 10                    | 7                     | 3                     | –                     | 4                     | 1                     | 3                     | –                     | 30                    |
| Vereinigtes Königreich | 025                   | –                     | 2                     | –                     | 4                     | 1                     | –                     | –                     | –                     | –                     | 1                     | –                     | 2                     | 2                     | 8                     | 3                     | –                     | 1                     | –                     | –                     | –                     | –                     | 1                     |                       | –                     | –                     | –                     | –                     | –                     | –                     | –                     | –                     | –                     | –                     | –                     | –                     | –                     | –                     | –                     | 10                    |
| Griechenland | 128                   | –                     | 1                     | 10                    | –                     | –                     | –                     | 4                     | 1                     | 10                    | –                     | 6                     | –                     | –                     | –                     | 8                     | 3                     | 12                    | 5                     | 5                     | –                     | –                     | –                     | 7                     | 8                     | 5                     | 2                     | 8                     | –                     | 1                     | 1                     | –                     | –                     | –                     | 8                     |                       | 12                    | 7                     | 4                     | 22                    |
| Finnland | 292                   | 8                     | 10                    | 4                     | 12                    | 8                     | 6                     | 12                    |                       | 8                     | 10                    | 7                     | 12                    | 12                    | 10                    | 7                     | 10                    | 5                     | 7                     | 8                     | 7                     | 8                     | 12                    | 12                    | –                     | 8                     | 7                     | 10                    | 10                    | 6                     | 7                     | 12                    | –                     | 7                     | –                     | 12                    | 5                     | 6                     | 7                     | 34                    |
| Ukraine | 145                   | 2                     | 5                     | 3                     | –                     | 5                     | 12                    | 1                     | 2                     | –                     | 4                     | 2                     | –                     | 5                     | 1                     | 2                     | 7                     | 6                     | 1                     | –                     |                       | 10                    | 6                     | –                     | 10                    | –                     | 10                    | –                     | 3                     | 8                     | 5                     | 6                     | 2                     | 6                     | –                     | 5                     | 3                     | 5                     | 8                     | 29                    |
| Frankreich | 005                   | –                     | –                     | –                     | –                     | –                     | –                     | –                     | –                     | –                     | –                     | –                     | –                     | –                     | –                     | –                     | –                     | –                     | –                     | –                     | –                     | –                     | –                     | –                     | 2                     |                       | –                     | –                     | –                     | –                     | –                     | –                     | 3                     | –                     | –                     | –                     | –                     | –                     | –                     | 02                    |
| Kroatien | 056                   | 10                    | –                     | –                     | –                     | –                     | –                     | –                     | –                     | –                     |                       | 10                    | –                     | –                     | –                     | –                     | –                     | –                     | –                     | 6                     | –                     | –                     | –                     | –                     | –                     | –                     | –                     | 2                     | –                     | –                     | 12                    | –                     | 4                     | –                     | –                     | –                     | –                     | 10                    | 2                     | 08                    |
| Irland | 093                   | 1                     | 4                     | 2                     | 5                     | 4                     | 5                     | 5                     | 4                     | –                     | 2                     | –                     | 7                     | 6                     |                       | 4                     | 6                     | –                     | 4                     | 3                     | 2                     | –                     | 2                     | 8                     | 3                     | 1                     | –                     | 4                     | –                     | –                     | –                     | 1                     | 10                    | –                     | –                     | –                     | –                     | –                     | –                     | 23                    |
| Schweden | 170                   | 7                     | 8                     | 5                     | 10                    | 7                     | 8                     |                       | 7                     | 5                     | 3                     | 1                     | 10                    | 7                     | 7                     | 6                     | 5                     | –                     | –                     | 2                     | 6                     | 2                     | 7                     | 4                     | 6                     | 3                     | 5                     | –                     | 6                     | 2                     | 3                     | 7                     | 5                     | 5                     | 10                    | –                     | –                     | 1                     | –                     | 31                    |
| Türkei | 091                   | –                     | –                     | 6                     | –                     | –                     | –                     | –                     | –                     | 7                     | –                     | –                     | –                     | –                     | –                     | –                     | –                     | –                     | 12                    | 10                    | –                     | –                     | –                     | 3                     | –                     | 12                    | –                     | 12                    | –                     | –                     | 10                    | –                     | –                     | 1                     | 7                     | 3                     | 4                     | 4                     |                       | 13                    |
| Armenien | 129                   | –                     | –                     | 1                     | –                     | –                     | –                     | –                     | –                     | 12                    | –                     | –                     | –                     | –                     | –                     | –                     | 2                     | 7                     | 10                    | –                     | 8                     | 12                    | 5                     | –                     |                       | 10                    | 8                     | 3                     | 8                     | 7                     | –                     | –                     | –                     | 8                     | –                     | 10                    | 8                     | –                     | 10                    | 17                    |
| Die Tabelle ist senkrecht nach der Auftrittsreihenfolge im Finale geordnet, waagerecht nach der chronologischen Punkteverlesung. |                       |                       |                       |                       |                       |                       |                       |                       |                       |                       |                       |                       |                       |                       |                       |                       |                       |                       |                       |                       |                       |                       |                       |                       |                       |                       |                       |                       |                       |                       |                       |                       |                       |                       |                       |                       |                       |                       |                       |                       |

- Die wenigsten Gesamt-Votings:  Israel und  Malta – 1
- Die wenigsten Gesamt-Punkte:  Malta – 1
- Die meisten Gesamt-Votings:  Rumänien und  Russland – 35
- Die meisten Gesamt-Punkte:  Finnland – 292

Karte der Punktevergabe für den Siegertitel aus Finnland nach Ländern

### Statistik der Zwölf-Punkte-Vergabe (Finale)
| Anzahl | Land                    | erhalten von                                                                               |
| ------ | ----------------------- | ------------------------------------------------------------------------------------------ |
| 8      | Bosnien und Herzegowina | Albanien, Kroatien, Mazedonien, Monaco, Schweiz, Serbien und Montenegro, Slowenien, Türkei |
| 8      | Finnland                | Dänemark, Estland, Griechenland, Island, Norwegen, Polen, Schweden, Vereinigtes Königreich |
| 7      | Russland                | Armenien, Belarus, Finnland, Israel, Lettland, Litauen, Ukraine                            |
| 3      | Türkei                  | Deutschland, Frankreich, Niederlande                                                       |
| 2      | Armenien                | Belgien, Russland                                                                          |
| 2      | Griechenland            | Bulgarien, Zypern                                                                          |
| 2      | Rumänien                | Moldau, Spanien                                                                            |
| 1      | Kroatien                | Bosnien und Herzegowina                                                                    |
| 1      | Litauen                 | Irland                                                                                     |
| 1      | Moldau                  | Rumänien                                                                                   |
| 1      | Spanien                 | Andorra                                                                                    |
| 1      | Schweiz                 | Malta                                                                                      |
| 1      | Ukraine                 | Portugal                                                                                   |

### Punktesprecher
| Nr. | Land                    | Punktesprecher                 | Anmerkungen                                                        |
| --- | ----------------------- | ------------------------------ | ------------------------------------------------------------------ |
| 01  | Slowenien               | Peter Poles                    | Punktesprecher 2003 und 2004                                       |
| 02  | Andorra                 | Xavi Palma                     | –                                                                  |
| 03  | Rumänien                | Andreea Marin                  | Punktesprecherin 2000 und 2004                                     |
| 04  | Dänemark                | Jørgen de Mylius               | Dänischer Kommentator 1978 bis 1990, 1992 bis 1996 & 2003 bis 2005 |
| 05  | Lettland                | Mārtiņš Freimanis              | Teilnehmer 2003                                                    |
| 06  | Portugal                | Cristina Alves                 | –                                                                  |
| 07  | Schweden                | Jovan Radomir                  | Punktesprecher 2004                                                |
| 08  | Finnland                | Nina Tapio                     | –                                                                  |
| 09  | Belgien                 | Yasmine                        | –                                                                  |
| 10  | Kroatien                | Mila Horvat                    | –                                                                  |
| 11  | Serbien und Montenegro  | Jovana Janković                | –                                                                  |
| 12  | Norwegen                | Ingvild Helljesen              | Punktesprecherin 2004 und 2005                                     |
| 13  | Estland                 | Evelin Samuel                  | Teilnehmerin 1999, Punktesprecherin 2000                           |
| 14  | Irland                  | Eimear Quinn                   | Siegerin 1996                                                      |
| 15  | Malta                   | Moira Delia                    | –                                                                  |
| 16  | Litauen                 | Lavija Šurnaitė                | –                                                                  |
| 17  | Zypern                  | Constantinos Christoforou      | Teilnehmer 1996, 2002 und 2005                                     |
| 18  | Niederlande             | Paul de Leeuw                  | –                                                                  |
| 19  | Schweiz                 | Jubaira Bachmann               | –                                                                  |
| 20  | Ukraine                 | Igor Posypayko                 | –                                                                  |
| 21  | Russland                | Yana Churikova                 | Punktesprecherin 2003 bis 2005                                     |
| 22  | Polen                   | Maciej Orłoś                   | Punktesprecher 2001, 2003 bis 2005                                 |
| 23  | Vereinigtes Königreich  | Fearne Cotton                  | –                                                                  |
| 24  | Armenien                | Gohar Gasparyan                | –                                                                  |
| 25  | Frankreich              | Sophie Jovillard               | –                                                                  |
| 26  | Belarus                 | Corrianna                      | –                                                                  |
| 27  | Deutschland             | Thomas Hermanns                | Punktesprecher 2005, Moderator Der deutsche Vorentscheid 2006      |
| 28  | Spanien                 | Sonia Ferrer                   | –                                                                  |
| 29  | Moldau                  | Svetlana Cocoş                 | –                                                                  |
| 30  | Bosnien und Herzegowina | Vesna Andree Zaimović          | –                                                                  |
| 31  | Island                  | Ragnhildur Steinunn Jónsdóttir | Punktesprecherin 2005                                              |
| 32  | Monaco                  | Églantine Éméyé                | –                                                                  |
| 33  | Israel                  | Dana Herman                    | Punktesprecherin 2005                                              |
| 34  | Albanien                | Leon Menkshi                   | –                                                                  |
| 35  | Griechenland            | Alexis Kostalas                | Punktesprecher 1998 und 2001 bis 2005                              |
| 36  | Bulgarien               | Dragomir Simeonov              | –                                                                  |
| 37  | Mazedonien              | Martin Vučić                   | Teilnehmer 2005                                                    |
| 38  | Türkei                  | Meltem Ersan Yazgan            | Punktesprecherin 2001 bis 2005                                     |

### Marcel-Bezençon-Preis
Die diesjährigen Preisträger des Marcel-Bezençon-Preises waren:
- Presse-Preis für den besten Song –  Finnland – Hardrock Hallelujah – Lordi
- Künstler-Preis für den besten Interpreten –  Schweden – Carola – Invincible
- Komponisten-Preis für die beste Komposition/Text –  Bosnien und Herzegowina – Željko Joksimović (m), Fahrudin Pecikoza-Peca (t) und Dejan Ivanović (t) – Lejla – Hari Mata Hari

## Übertragung

### Fernsehübertragung
| Land                     | Sender                        | Shows      | Kommentar                                        |
| ------------------------ | ----------------------------- | ---------- | ------------------------------------------------ |
| Teilnehmerländer         |                               |            |                                                  |
| Albanien                 | RTSH                          | alle Shows | Leon Menkshi                                     |
| Andorra                  | ATV                           | alle Shows | Meri Picart & Josep Lluís Trabal                 |
| Armenien                 | ARMTV                         | alle Shows | Gohar Gasparyan & Felix Khachatryan              |
| Belarus                  | Belarus-1                     | alle Shows | Denis Dudinskiy                                  |
| Belgien                  | Eén                           | alle Shows | André Vermeulen & Bart Peeters                   |
| Belgien                  | La Une & RTBF Sat             | alle Shows | Jean-Pierre Hautier                              |
| Bosnien und Herzegowina  | BHT 1                         | alle Shows | Dejan Kukrić                                     |
| Bulgarien                | BNT                           | alle Shows | Elena Rosberg & Georgi Kushvaliev                |
| Dänemark                 | DR1                           | alle Shows | Mads Vangsø & Adam Duvå Hall                     |
| Deutschland              | NDR Fernsehen                 | Halbfinale | Peter Urban                                      |
| Deutschland              | Das Erste                     | Finale     | Peter Urban                                      |
| Estland                  | ETV                           | alle Shows | Marko Reikop                                     |
| Finnland                 | Yle TV2                       | alle Shows | Jaana Pelkonen, Heikki Paasonen & Asko Murtomäki |
| Finnland                 | Yle FST                       | alle Shows | Thomas Lundin & Hans Johansson                   |
| Frankreich               | France 4                      | Halbfinale | Peggy Olmi & Éric Jean-Jean                      |
| Frankreich               | France 3                      | Finale     | Michel Drucker & Claudy Siar                     |
| Griechenland             | NET                           | alle Shows | Zeta Makripoulia & Giorgos Kapoutzidis           |
| Irland                   | RTÉ2                          | Halbfinale | Marty Whelan                                     |
| Irland                   | RTÉ One                       | Finale     | Marty Whelan                                     |
| Island                   | Sjónvarpið                    | alle Shows | Sigmar Guðmundsson                               |
| Island                   | Rás 1                         | Halbfinale | Sigmar Guðmundsson                               |
| Island                   | Rás 2                         | Finale     | Sigmar Guðmundsson                               |
| Israel                   | IBA                           | alle Shows |                                                  |
| Kroatien                 | HRT 2                         | alle Shows | Duško Ćurlić                                     |
| Lettland                 | LTV1                          | alle Shows | Kārlis Streips                                   |
| Litauen                  | LRT                           | alle Shows | Darius Užkuraitis                                |
| Malta                    | TVM                           | alle Shows | Eileen Montesin                                  |
| Mazedonien               | MRT                           | alle Shows | Karolina Petkovska                               |
| Moldau                   | Moldova 1                     | alle Shows | Vitalie Rotaru                                   |
| Monaco                   | TMC Monte Carlo               | alle Shows | Bernard Montiel & Églantine Éméyé                |
| Niederlande              | NPO 2                         | Halbfinale | Cornald Maas                                     |
| Niederlande              | NPO 2                         | Finale     | Cornald Maas & Paul de Leeuw                     |
| Norwegen                 | NRK1                          | alle Shows | Jostein Pedersen                                 |
| Polen                    | TVP1, TVP Polonia             | Finale     | Artur Orzech                                     |
| Portugal                 | RTP1                          | alle Shows | Eláido Clímaco                                   |
| Rumänien                 | România 1                     | alle Shows |                                                  |
| Russland                 | Channel One                   | Finale     | Yuriy Aksyuta & Tatiana Godunova                 |
| Schweden                 | SVT 1                         | alle Shows | Pekka Heino                                      |
| Schweiz                  | SF 2                          | Halbfinale | Sandra Studer                                    |
| Schweiz                  | SF 1                          | Finale     | Sandra Studer                                    |
| Schweiz                  | TSR 2                         | Halbfinale | Jean-Marc Richard & Alain Morisod                |
| Schweiz                  | TSR 1                         | Finale     | Jean-Marc Richard & Alain Morisod                |
| Schweiz                  | TSI 2                         | Halbfinale | Sandy Altermatt & Claudio Lazzarino              |
| Schweiz                  | TSI 1                         | Finale     | Sandy Altermatt & Claudio Lazzarino              |
| Slowenien                | SLO 2                         | Halbfinale | Mojca Mavec                                      |
| Slowenien                | SLO 1                         | Finale     | Mojca Mavec                                      |
| Spanien                  | La 2, TVE Internacional       | Halbfinale | Beatriz Pécker                                   |
| Spanien                  | La Primera, TVE Internacional | Finale     | Beatriz Pécker                                   |
| Türkei                   | TRT 1                         | alle Shows | Bülend Özveren                                   |
| Ukraine                  | UA:Perschyj                   | alle Shows | Pavlo Shylko                                     |
| Vereinigtes Königreich   | BBC Three                     | Halbfinale | Paddy O'Connell                                  |
| Vereinigtes Königreich   | BBC One, BBC Prime            | Finale     | Terry Wogan                                      |
| Zypern                   | RIK Ena                       | alle Shows | Evi Papamichael                                  |
| Nichtteilnehmende Länder |                               |            |                                                  |
| Australien               | SBS TV                        | alle Shows | Kommentar via BBC                                |
| Aserbaidschan            | İTV                           |            |                                                  |
| Österreich               | ORF 1                         | Finale     | Andi Knoll                                       |
| Serbien                  | RTS 1                         | alle Shows | Duška Vučinić-Lučić                              |
| Tschechien               | ČT2                           | Finale     | Kateřina Kristelová                              |

## Sonstiges
- Die Startnummer 8 des Halbfinales am 18. Mai – Brian Kennedy für Irland – war das 1000. Lied, das im Eurovision Song Contest präsentiert wurde.
- Finnland errang seinen ersten Sieg im Eurovision Song Contest bei seiner 40. Teilnahme – ein neuer Rekord. Gebrochen wurde dieser im Jahr 2017 durch Portugal, welches in diesem Jahr zum 49. Mal teilnahm und zum ersten Mal gewann.
- Finnland war das erste Land in der Geschichte des Song Contests, das sowohl das Halbfinale als auch das Finale gewann (beide Male mit 292 Punkten, was ein neuer Rekord war).
- Željko Joksimović erhielt nach 2004 zum 2. Mal die Auszeichnung für die beste Komposition (2004 wurde er mit Lane moje 2., 2006 komponierte er Bosnien und Herzegowinas Beitrag Lejla).
- Im Halbfinale gab es für die Isländerin Silvía Nótt Pfiffe und Buh-Rufe aus dem Publikum. Sie hatte vor dem Semi-Finale, in ihrer Rolle als Fantasiefigur, Journalisten und die Griechen beleidigt.
- Das Publikum im Finale war von der Gruppe LT United nicht begeistert. Vor allem ihr Liedtext, in dem sie sich zum Sieger des Wettbewerbs proklamierten, war daran schuld.
- Armenien nahm zum ersten Mal an dem Wettbewerb teil.
- Die für Finnland antretende Band Lordi war die erste Metal- bzw. Hard-Rock-Band in der Geschichte des Contests. Mit der norwegischen Gruppe Wig Wam hatte allerdings schon 2005 eine Glam-Rock-Band teilgenommen.
- Die für Lettland antretende Band Cosmos war die erste A-cappella-Band in der Geschichte des Contests.
- Alle zehn erfolgreichen Halbfinalisten erhielten im Finale mehr als 50 Punkte und landeten unter den ersten zwölf Nationen.
- Die Großen Vier Deutschland, Frankreich, Großbritannien und Spanien schnitten auch diesmal wieder schlecht ab. Bester der großen Vier war Deutschland mit 36 Punkten auf Platz 14.
- Ralph Siegel nahm auch 2006 wieder am ESC teil, diesmal jedoch nicht für Deutschland. Für die Schweiz komponierte er ein Lied; dieses war seine 18. Teilnahme als Komponist am ESC.
- 2006 war das einzige Jahr, in dem der ungekürzte Name Mazedoniens, „Former Yugoslav Republic of Macedonia“ (ehemalige jugoslawische Republik Mazedonien) beim Auftritt und bei der Punktevergabe aufgeführt war. Dies könnte auf das Verhältnis zwischen dem Gastgeber Griechenland und Mazedonien zurückzuführen sein. In anderen Jahren hatte man nur die gekürzte Form „FYR Macedonia“ verwendet und den vollständigen Namen nur mündlich genannt.
- Die kroatische Teilnehmerin Severina Vučković gilt in Kroatien als „Königin der Skandale“. Sie tauchte beispielsweise 2004 in einem Sexfilm im Internet auf. Nachdem sie die kroatische Vorentscheidung Dora gewonnen hatte, wurde öffentlich diskutiert, ob der Titel Moja štikla („Mein Stöckelschuh“) durch seine Nähe zum Turbofolk, welche als serbische Musikrichtung gilt, überhaupt repräsentativ für Kroatien sei oder ob es sich nicht doch so anhört, als käme es aus dem Nachbarland. Das machte sie unter anderem in Deutschland und den Niederlanden schon vor dem Grand Prix bekannt.[2]
- Der norwegische Beitrag Alvedansen („Elfentanz“) war der erste und bisher einzige Beitrag in norwegischer Sprache seit der Aufhebung der Sprachregel 1999.
- Folgende Teilnehmer wären fast zu zurückkehrenden Interpreten geworden:
  -  – Hari Mata Hari konnten bereits 1999 den bosnischen Vorentscheid für sich entscheiden. Ihr Titel Starac i more musste allerdings disqualifiziert werden.
  -  – Für No Name wäre es bereits die zweite Teilnahme am ESC gewesen, hätte sich das Land nicht zurückgezogen. Sie nahmen bereits 2005 für Serbien-Montenegro teil.